# Karsai László (tekéző)
Karsai László (Mezőhegyes, 1967. június 11. –) magyar válogatott tekéző, a Szegedi TE csapatkapitánya.

## Pályafutása
A Délép SC Szegedben kezdte pályafutását még gyerekként. A Szegedi Postás jogutódjaként, a Szegedi TE-ben folytatta pályafutását, ahol még ma is játszik. 2002-ben Újvidéken a világbajnoki ezüstérmes csapat tagja volt. 2004-ben Brassón, 2007-ben Kassán, 2013-ban Zalaegerszegen a világbajnoki csapat, illetve 2019-ben Rokycanyban a világbajnoki bronzérmes csapat tagja volt.
A Szegedi TE-vel számos sikert ért el. 2006-ban, 2013-ban, 2014-ben és 2016-ban Bajnokok Ligája-győztes, 14-szer lett csapatbajnok a Szegeddel.
4 év után 2023-ban ismét bekerült a felnőtt magyar válogatottba.